# Parroquia Yanuncay

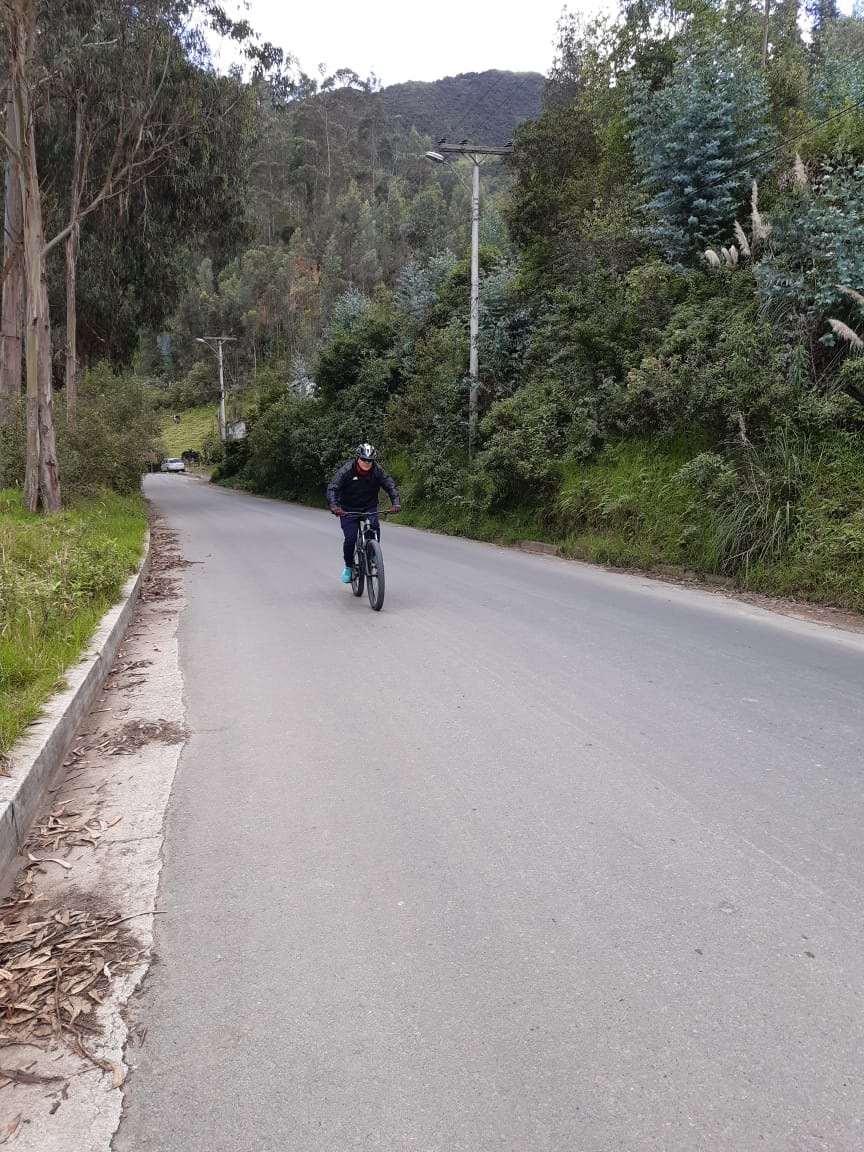
Vista paralela del biocorredor del Yanuncay

Yanuncay se ubica al sudoeste del cantón Cuenca, esta parroquia es una de las 15 zonas urbanas más pobladas, por lo que, es considerada una parroquia extensa dentro de la provincia del Azuay. Su nombre se debe a que la parroquia se encuentra atravesada por la presencia del caudal Río Yanuncay.
Su limitación inicia desde los Tres Puentes hasta la Avenida de las Américas.

## Historia
El nombre de Yanuncay es originario de la lengua indígena cañari. Al ser un afluente muy grande trajo consigo muchos beneficios para las antiguas civilizaciones por lo que lo bautizaron de esa manera. 
En la actualidad el río Yanuncay desemboca en el río Tomebamba y en otros ríos existentes hasta llegar a las  aguas del río Amazonas y posteriormente en el océano Atlántico; los ríos de Cuenca: Río Tarqui, Río Yanuncay, Río Tomebamba y Río Machángara en sus denominaciones nativas cañaris conservan el sumak kawsay que tiene como significado a la cosmovisión  y  también hace referencia a los tipos de pescado que se crían , en los ríos de España.

## Geografía
Yanuncay es la parroquia urbana más grande. Se identifica por tener casi el 16% de la población cuencana, cuenta con una población aproximada de  300.000 personas.
Además tiene una distribución de zonas más pequeñas como, Mirador del Arenal Alto, La Dolorosa, Santa Marianita del Arenal. Sus límites van desde la parroquia El Batán hasta la parroquia Huayna Cápac.

## Recursos Naturales

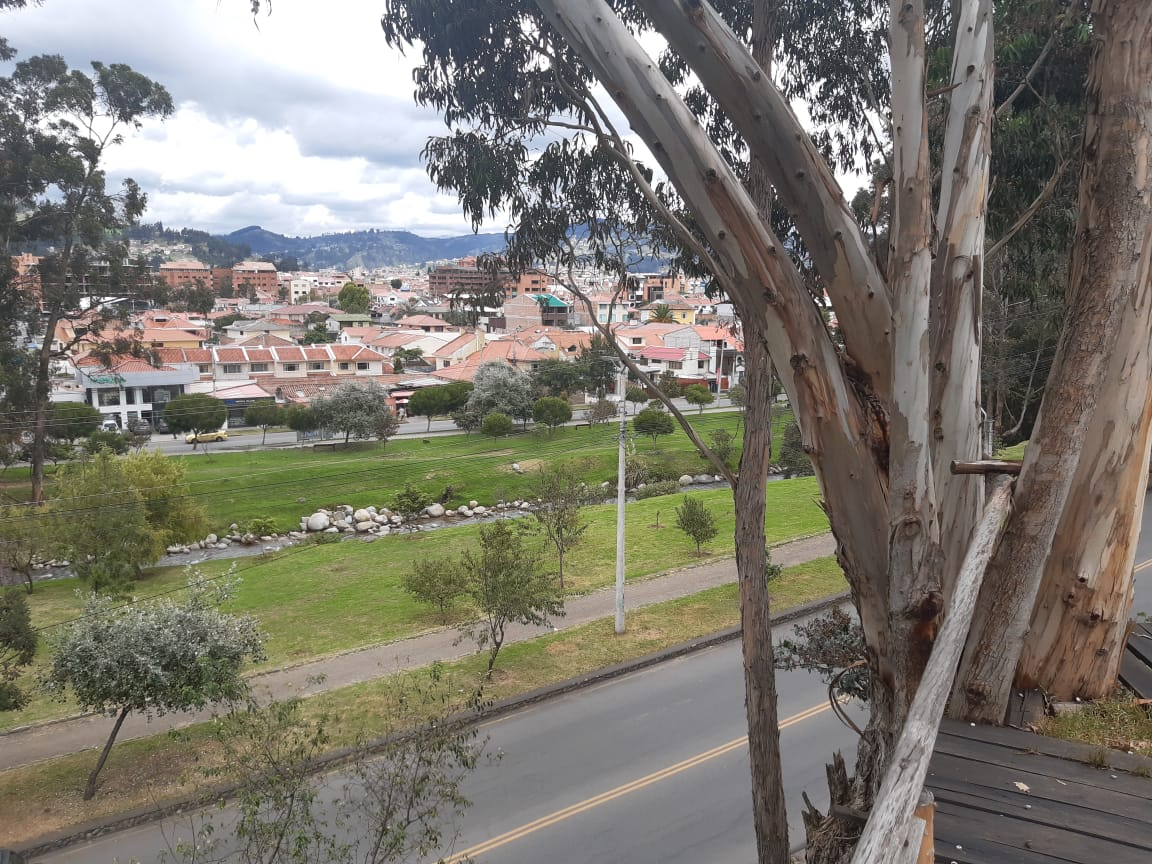
Vista Paralela del Río Yanuncay

En la parroquia Yanuncay podemos encontrar una diversidad de paisajes repletos de sembríos e incluso edificios con los más altos estándares de tecnología que con su modernidad rasgan el estado de naturalidad en el que se encuentra.

### Biocorredor del Yanuncay
El Biocorredor Turístico del Yanuncay surgió en el año 2000 con una razón de promover el desarrollo social y económico en la parroquia; el corredor es de aproximadamente 30 kilómetros abordando en el sector Capana Huaico-Cuenca y concluyendo en la comunidad Los Soldados de la misma ciudad, además de ello la cultura ha mantenido intacta en las comunidades San Jose, Balcón del Azuay, La inmaculada y Soldados.

## Economía
Esta zona es conocida por su valor comercial y complejos inmobiliarios que rodean la parroquia. Además, el lugar cuenta con un centro comercial, siendo este una de sus mayores fuentes de economía.

### Supermercados y Centros Comerciales
1. Coral Centro: Ofrece una variedad de productos de primera necesidad.
2. Super stock: Distribuidora de productos alimenticios.
3. Mall del Río: Principal Centro Comercial de la Ciudad y de la parroquia Yanuncay.
4. Supermaxi: Sucursal de una cadena de supermercados del Ecuador.

### Industrias
1. Artesa: Empresa exportadora de cerámicas.
2. Estucos Tepan: Fábrica de materiales para la construcción.
3. Edén: Industria de productos de dormitorio.
4. Indurama: Empresa especializada en la elaboración de electrodomésticos.

### Medios de comunicación y periódicos
1. Diario El Mercurio: Este periódico cuenta con una trayectoria de 96 años. Transmite información verídica a la población cuencana.[6][7]

## Puntos de Interés

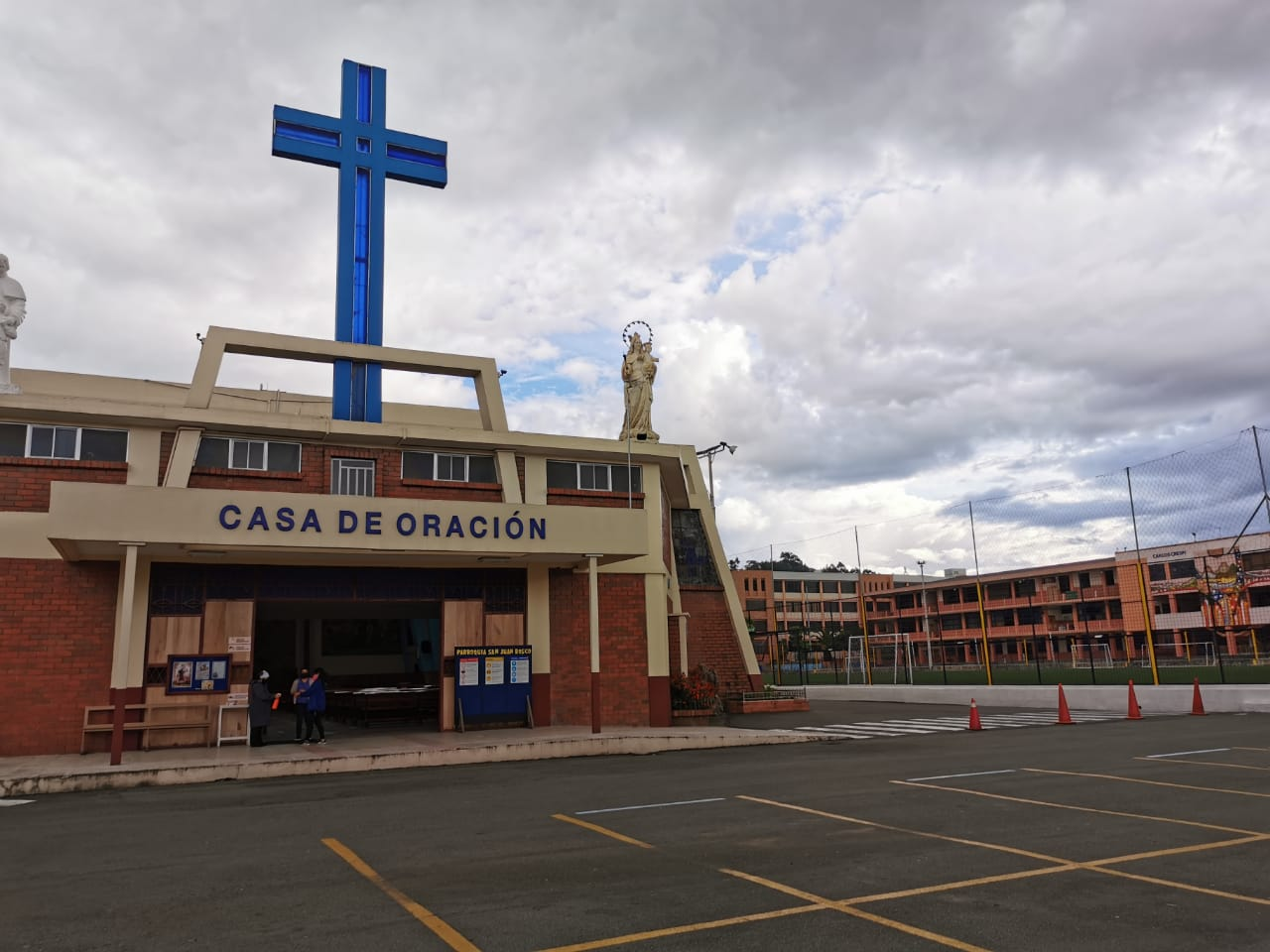
La iglesia Don Bosco que se encuentra justo en el colegio Don Bosco

En la parroquia Yanuncay también se puede encontrar zonas de importancia para la parroquia y la ciudad.

### Áreas Verdes
- Parque Los Sauces
- Parque El Recreo
- Parque Lineal
- Parque Iberia
- Megaparque Tarqui-Guzho
- Parque Bilbao
- Parque Inclusivo Circo Social

### Sectores Religiosos
- Iglesia de Fátima
- Iglesia Santa Marianita
- Iglesia de San Roque
- Casa de Oración Don Bosco

## Avenidas que recorren parroquia

### Avenida Loja
Se ubica al sur de la ciudad de Cuenca, esta vía da acceso a distintos lugares como Loja, Zamora y Machala, y poblaciones pertenecientes a Cuenca debemos atravesar un sendero el cual se llama “Avenida Loja”. Ha estado evolucionando con el pasar de los años con su mantenimiento y remodelación ya que ha brindado múltiples servicios a la sociedad, también se ha buscado rescatar la plazoleta de “El Vado” la cual da su servicio al turismo pues esta permite observar el  Río Tomebamba, el puente de El Vado, los inicios de la avenida Loja y distintos lugares al sur de la ciudad.

### Avenida Don Bosco
Esta avenida se destaca porque demuestra la identidad gastronómica cuencana, siendo una vía muy transitada por propios y extraños por lo queonstituye una base fundamental para economía de la parroquia.

## Escuelas y Universidades del sector

### Escuelas
- Unidad Educativa Técnico Salesiano
- Unidad Educativa Particular Yanuncay
- Escuela Ignacio Escandon
- Unidad Educativa Fray Vicente Solano
- Escuela de Educación Básica Francisca Arízaga Toral
- Unidad Educativa Leoncio Cordero Jaramillo
- Unidad Educativa Bilingüe Interamericano.

### Universidades
- Campus Yanuncay de la Universidad de Cuenca.